# Gösta Peterson
Gösta Reinhold "Gus" Peterson, född 25 april 1923 i Stockholm, död 28 juli 2017 i New York, var en svensk fotograf vars verk har synts i tidningar som The New York Times, Esquire och Harper's Bazaar.
Peterson föddes i Stockholm men växte upp i Örebro, och flyttade tillbaka till Stockholm för studier till illustratör. Han fick jobb på en reklambyrå i Stockholm. En släkting bjöd honom att besöka USA och New York år 1948, där fick han jobb som illustratör i butiken Lord & Taylor.
Hans fotografier återfinns i tidningar som GQ, Mademoiselle, Town & Country och L'Officiel. Han var den första fotografen som fotograferade fotomodellen Twiggy när hon kom till USA år 1967. Senare samma år fick han fotografera fotomodellen Naomi Sims efter att hon hade fått nej av flera andra fotografer för att hon hade för mörk hy. Han blev därmed den första att få fotografera henne och hans foton av henne publicerades på omslaget av  The New York Times samma år. Detta var första gången en afroamerikansk fotomodell medverkade på omslaget av tidningen.
Han är representerad vid bland annat Moderna museet.